# Termination Bliss
Termination Bliss – drugi studyjny album wydany przez szwedzką grupę Deathstars w 2006 roku.

## Lista utworów
1. "Tongues" – 3:45
2. "Blitzkrieg" – 4:04
3. "Motherzone" – 4:06
4. "Cyanide" – 3:55
5. "The Greatest Fight on Earth" – 3:53
6. "Play God" – 4:09
7. "Trinity Fields" – 4:22
8. "The Last Ammunition" – 4:07
9. "Virtue to Vice" – 3:42
10. "Death in Vogue" – 4:15
11. "Termination Bliss" – 3:43
12. "Termination Bliss (Piano Remix)" (Na Limited Edition) - 3:12
13. "Blitzkrieg (Driven on Remix)" (Na Limited Edition) - 5:19

## Twórcy
- Andreas "Whiplasher Bernadotte" Bergh - wokal
- Emil "Nightmare" Nödveit - gitara elektryczna
- Erik "Cat Casino" Bäckman - gitara elektryczna
- Jonas Kangur - gitara basowa
- Ole "Bone W Machine" Öhman - perkusja

## Listy sprzedaży
| Lista  | Kraj    | Pozycja |
| ------ | ------- | ------- |
| Top 60 | Szwecja | 41      |